# Szedoheptulóz
A szedoheptulóz egy ketoheptóz, a D-altro-hept-2-ulóz triviális elnevezése. Egyike a kevés természetben előforduló heptóznak (jellemzően foszfátja és biszfoszfátja van jelen), és számos gyümölcsben és zöldségben, például répában, póréhagymában, fügében, mangóban, avokádóban megtalálható. Legfontosabb szerepe a pentóz-foszfát úthoz kötődik, de a kínasav ill. annak dehidratált származéka, a sikimisav is a szedoheptulóz származéka.
Légzési és fotoszintetikus útvonalak köztiterméke, a pentóz-foszfát út nem oxidatív részében fontos szerepe van.
A 7-O-galloil-
d-szedoheptulóz, egy somból kinyerhető vegyület képes in vivo csökkenteni a gyulladási markereket, például az interleukin-6-ot (IL-6) és a C-reaktív proteint, így csökkentheti a humán kis gyulladásokat. Bár e vegyület szedoheptulózcsoportot tartalmaz, a szedoheptulózról nem mutattak ki hasonló tulajdonságokat.

## Fordítás
Ez a szócikk részben vagy egészben  a   Sedoheptulose című angol Wikipédia-szócikk ezen változatának fordításán alapul.  Az eredeti cikk szerkesztőit annak laptörténete sorolja fel. Ez a jelzés csupán a megfogalmazás eredetét és a szerzői jogokat jelzi, nem szolgál a cikkben szereplő információk forrásmegjelöléseként.